# Куна (Гайсинский район)
Куна́ (укр. Куна) — село на Украине, находится в Гайсинском районе Винницкой области.
Код КОАТУУ — 0520883603. Население по переписи 2001 года составляет 1906 человек. Почтовый индекс — 23714. Телефонный код — 4334.
Занимает площадь 2,922 км².

## Выдающиеся личности
- Присяжнюк Анатолий Иосифович (род. 15 июня 1953 в с. Куна) — председатель Киевской областной государственной администрации (с 19 марта 2010). Кандидат юридических наук. Генерал-полковник милиции.

## Адрес местного совета
23714, Винницкая область, Гайсинский р-н, с. Куна, пер. Ленина, 6